# إيدا كريستين نيلسن
إيدا كريستين نيلسن (بالدنماركية: Ida Nielsen)‏ هي كاتبة غنائية ومغنية دنماركية، ولدت في 1975 في الدنمارك في مملكة الدنمارك.

## وصلات خارجية
- الموقع الرسمي
- إيدا كريستين نيلسن على موقع IMDb (الإنجليزية)
- إيدا كريستين نيلسن على موقع ميوزك برينز (الإنجليزية)
- إيدا كريستين نيلسن على موقع أول ميوزيك (الإنجليزية)
- إيدا كريستين نيلسن على موقع ديسكوغز (الإنجليزية)